# 阿克賽河 (羅斯托夫州)
阿克賽河是俄羅斯的河流，由羅斯托夫州負責管轄，屬於頓河的右支流，河道全長79公里，河畔城鎮有新切爾卡斯克和阿克賽。